# The Simpsons: Bart vs. the Space Mutants
Vous lisez un « bon article » labellisé en 2017.
The Simpsons: Bart vs. the Space Mutants (ou simplement Bart vs. the Space Mutants) est un jeu vidéo de plates-formes alliant action et réflexion, développé par Imagineering et édité par Acclaim sur NES à partir de février 1991. Le jeu est porté à partir de 1991 sur console par Imagineering et édité par Acclaim, ainsi que sur ordinateur où il est porté par Arc Developments et édité par Ocean Software. Le jeu est également commercialisé sur les consoles Master System, Mega Drive et sur la console portable Game Gear, ainsi que sur ordinateur PC (MS-DOS), Amiga, Amstrad CPC, Atari ST, Commodore 64, ZX Spectrum. C'est la première adaptation de la série d'animation Les Simpson en jeu vidéo.
Bart vs. the Space Mutants reprend une partie des décors, les personnages principaux et l'humour de la série, sans les critiques socio-culturelles. Bart Simpson est le seul à connaitre le plan secret des aliens qu'il est le seul à identifier sous forme humaine grâce à ses lunettes de soleil à rayons X. Cependant, Bart étant connu pour ses mensonges réguliers, personne à Springfield ne croit à cette histoire d'invasion. Il est donc obligé de les combattre seul, mais des membres de sa famille peuvent l'aider. Bart doit recueillir des éléments dont les aliens ont besoin pour construire leur arme secrète qui leur permettra de dominer le monde. Bart doit collecter, détruire ou cacher de nombreux objets sur différents niveaux : par exemple il doit en repeindre en rouge, sauter sur des chapeaux ou en porter. Il peut éliminer les aliens en leur sautant dessus.
The Simpsons: Bart vs. the Space Mutants est globalement bien accueilli, toutes plates-formes confondues, et reçoit de bonnes notes. Les critiques relèvent un bon jeu d'action à la difficulté de jeu élevée, abondant d’énigmes obligeant à la réflexion. C'est le premier d'une série de jeux prolifique.

## Univers et scénario
The Simpsons: Bart vs. the Space Mutants s'inscrit dans l'univers de la série télévisée d'animation Les Simpson créée par Matt Groening et en intègre beaucoup de ses personnages principaux, dont Bart en tant que protagoniste et de nombreux autres en tant que personnages secondaires tels que Marge, Homer, Lisa, Maggie, Moe ou Krusty le clown. La modélisation des personnages est fidèle à la série.
Le jeu reprend les décors présents dans la série d'animation Les Simpson, tout comme son humour. Le jeu, plus particulièrement dans son premier niveau, fait des clins d’œil à la série animée. Par exemple, dans le premier niveau, Bart peut appeler au bar de Moe pour faire un canular téléphonique afin de le faire sortir de son établissement et à ce moment-là, repeindre son tablier marron en rouge,. Cependant, alors que la série propose une étude et des critiques socio-culturelles, ces aspects sont absents du jeu.
Lors d'une promenade, Bart Simpson voit atterrir une soucoupe volante dans un terrain vague et les premiers aliens descendre, puis discuter de leur projet d'invasion terrestre. Il est le seul à connaitre le plan secret de ces envahisseurs qu'il est le seul à identifier sous forme humaine grâce à ses lunettes de soleil à rayons X. Cependant, Bart étant connu pour ses mensonges réguliers, personne à Springfield ne croit à cette histoire d'invasion. Il est donc obligé de les combattre seul. Bart doit recueillir des éléments dont les aliens ont besoin pour construire leur arme secrète qui leur permettra de dominer le monde.

## Système de jeu
Bart vs. the Space Mutants est un jeu de plates-formes alliant action et réflexion,. C'est un jeu à défilement horizontal en deux dimensions, se déroulant en jeu solo et se joue contre-la-montre. Le joueur contrôle Bart qui se déplace à pied ou sur un skateboard et peut sauter. Le jeu comporte un total de cinq niveaux correspondant chacun à un projet alien, dans lesquels Bart doit collecter, détruire ou cacher de nombreux items (des objets de couleur mauve dans le premier niveau, des chapeaux dans le deuxième, des ballons dans le troisième, des panneaux de sortie dans le quatrième et des containers radioactifs dans le cinquième),,. La difficulté de jeu augmente à chaque niveau, et le joueur affronte un boss à la fin des quatre premiers d'entre eux. Le jeu propose également des mini-jeux,.

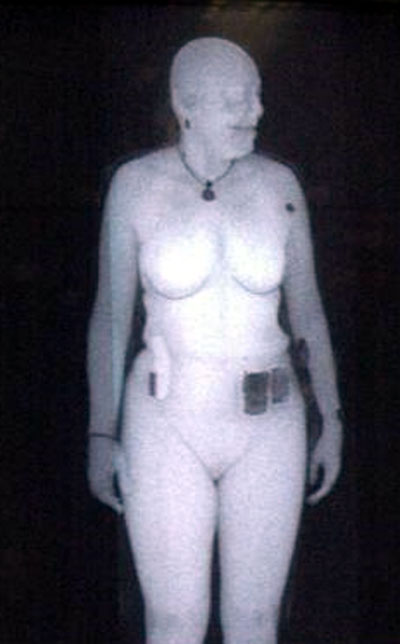
Bart peut distinguer les extra-terrestres des humains grâce à ses lunettes de soleil à rayons X.

Pour se débarrasser des aliens représentés sous forme humaine, Bart doit sauter sur leurs têtes. Il peut les repérer grâce à ses lunettes de soleil à rayons X. Afin d'obtenir quelques-uns des éléments et progresser dans le jeu, Bart doit utiliser des équipements tels que des roquettes et des cerises-bombes, qu'il peut acheter avec des pièces qu'il récupère en se débarrassant des aliens, ou qu'il ramasse simplement sur le sol. Les munitions de ces armes sont limitées. Si Bart meurt, il dit Eat my short! (« Mange mon short ! »), expression culte du jeune Simpson dans la série télévisée, puis le joueur doit recommencer le jeu depuis le début. Le joueur gagne une vie à chaque fois qu'il tue quinze aliens, mais aussi quand Krusty le clown passe et qu'il lui donne une vie supplémentaire.
Dans Bart vs. the Space Mutants, le joueur doit réaliser un second objectif, qui consiste à aider Bart à convaincre les autres membres de la famille Simpson de l'existence des aliens afin qu'ils l'aident durant le jeu,. Chaque fois que Bart saute sur la tête d'un alien, il obtient la preuve de son origine extra-terrestre, ce qui allume à chaque fois une lettre du nom d'un des membres de sa famille. Quand le nom d'Homer, Marge, Lise ou Maggie est écrit en entier, un des personnages vient aider le jeune Bart.

## Développement et musique
The Simpsons: Bart vs. the Space Mutants est le premier jeu vidéo basé sur la série télévisée d'animation Les Simpson à être développé. Il est conçu par Garry Kitchen. Le scénario du jeu est monté de toutes pièces par Barry Marx. Imagineering développe la version NES, et les portages sur les plates-formes Sega, Mega Drive, Master System, et Game Gear,,,, tandis qu'Arc Developments réalise les portages PC, Atari ST, ZX Spectrum, Amiga, Commodore 64 et Amstrad CPC,.
Le jeu inclut une adaptation du thème musical principal de la série, créé à l'origine par Danny Elfman, ainsi que des voix digitalisées de Bart.

## Commercialisation et versions
Bart vs. the Space Mutants est édité par Acclaim à partir de février 1991 sur NES, PC et Master System,, et par Ocean Software sur Atari ST, Amiga, ZX Spectrum, Commodore 64 et Amstrad CPC. Le jeu est publié en 1992 sur Mega Drive et sur la console portable Game Gear sous le label Flying Edge appartenant à Acclaim,.
Le jeu est par ailleurs adapté en jeu électronique portable, édité par Acclaim en 1991.

## Accueil

### Vue d'ensemble
The Simpsons: Bart vs. the Space Mutants est globalement bien accueilli, toutes plates-formes confondues, et reçoit de bonnes notes. Les critiques relèvent un bon jeu d'action à la difficulté de jeu élevée, abondant d’énigmes obligeant à la réflexion,,,,,,,,,,,,,,,,,.

### NES
Concernant la version NES, Nintendo Power relève une difficulté de jeu très élevée, arguant que le jeu n'est pas destiné aux joueurs « sous-performants », puis précise que certains pourraient être frustrés par cet aspect. Le gameplay demande une certaine maitrise et de la patience, selon Nintendo Power. Cette vision est confirmée par Lou Kesten, journaliste à Entertainment Weekly, qui déclare que « le jeu met à l'épreuve les réflexes et l'imagination à un niveau trop rarement vu dans un jeu vidéo ». Il fait remarquer que la difficulté ne provient pas de l'aspect maniement et dextérité, mais des énigmes à résoudre. De plus, il se voit confronté à une difficulté abrupte dès le premier niveau, sans aucune progressivité. Player One juge le jeu comme le plus difficile de l'année et considère donc le nombre de vies comme important. Le magazine français relève une richesse « incroyable » dans un jeu « génial », dans lequel le joueur ne s’ennuie jamais. La jouabilité est qualifiée d'« excellente ».
Selon Player One, la bande son est répétitive, mais le thème de la série télévisée reste « fabuleux ». Côté graphismes, la petitesse des sprites est un élément relevé par les observateurs.

### Plates-formes Sega
Concernant les portages sur plates-formes Sega, Consoles + remarque que dans la version Mega Drive, les lunettes à rayons X n'indiquent plus les objets à récupérer, comme notamment dans la version NES. Cela implique de tester tous les objets présents, ce qui augmente considérablement la difficulté, d’autant plus que la durée de jeu est limitée. Le magazine voit un portage de la version originale sur NES, qui ne tire pas partie des meilleurs capacités de la console Sega. Selon les journalistes, cela n'empêche pas au jeu d'être « fun », avec des niveaux variés, avec de nombreux gags, ce qui en fait « un bon jeu d'action-réflexion ». Le magazine Sega Pro remarque que, comme dans la version originale, les sprites sont petits, cependant, il ne considère pas cet aspect comme un point négatif. La modélisation des personnages est fidèle à la série. Le thème musical est bien adapté, même s'il est composé de bips sonores, mais garde son rôle de fond sonore sans être trop présent.
Consoles + teste également la version Master System et y voit un défi ayant une plus grande difficulté qu'en apparence, nécessitant de trouver des astuces pour venir à bout des nombreuses énigmes, mais aussi de les exécuter avec une « redoutable précision ». Le journaliste estime que les énigmes sont parfois trop difficiles avec des solutions « tordues » à trouver. Il donne notamment l'exemple d'une vitrine sur laquelle Bart peut monter, ce qui n'est pas intuitif, une « invraisemblance » qui selon lui « gâche le plaisir du jeu » et rend « certaines énigmes impossible à résoudre ». Joypad teste également cette version et relève la difficulté élevée comme la bonne durée de vie du jeu. Le journaliste juge la conversion comme un bon jeu, proche de celle sur Mega Drive, « un exploit » pour cette console 8 bits. Il voit des couleurs vives et une animation « parfaite » et le conseille aux joueurs amateurs de jeux d'action obligeant à réfléchir.
Pour Player One, la version Game Gear est bien « réalisée, rapide, belle, intelligente et plus ergonomique » que la version Master System. La difficulté reste élevée, avec des passages de jeu de plates-formes à la « difficulté terrifiante », et des objets semblant parfois inaccessibles. Quant à lui, Joypad qualifie de « bon » le passage sur la portable Sega et même mieux réussi que la version Mega Drive, tout en relevant une difficulté identique aux autres versions Sega du jeu.

### Ordinateurs personnels
Concernant les versions portées sur ordinateurs, pour Génération 4, qui teste la version PC, le joueur s'amuse dès le premier niveau « et une fois passé [celui-ci] [...] la fête continue... ». Le magazine qualifie le jeu de run and jump and kill and think (« courir, sauter, tuer et réfléchir »), très proche de l'univers de la série et relève des décors psychédéliques et une animation de bonne facture. Il conclut avec : « un jeu indispensable à tous les fans de la série et aux autres ».
La version ZX Spectrum est testée par le magazine Crash, qui voit le grand jeu Ocean Software de l'année qui permet de plonger dans l'univers du de la série d'animation, avec des décors colorés et variés. Sur cette version, les graphismes sont jugés fidèles à ceux de Matt Groening et l'univers bien retranscrit, alors que la difficulté de jeu est jugée comme variable suivant les niveaux. Your Sinclair considère le scénario comme « l'idée la plus stupide » depuis de nombreuses années, cependant l'introduction de la multitude de mini-jeux est une bonne idée. Le journaliste qualifie le jeu de « rapide, facile par endroits et vicieux dans d'autres ».
Concernant la version Amiga, ACE donne un avis général plutôt mitigé avec une note de 66 % et ne ressent pas l'humour mordant présent dans la série télévisée, contrairement à tous les autres critiques, puis voit dans ce portage une perte de potentiel. Le journaliste juge le jeu « négligé » avec une difficulté trop élevée, et le sprite de Bart trop petit, mais estime que la reprise du thème de la série est l'élément le plus authentique. Computer and Video Games teste aussi le jeu et donne la note de 83 %. Un des journalistes n'arrive pas à résoudre les énigmes, tellement la difficulté est élevée, d'autant plus qu'il rencontre des difficultés à manier le personnage avec le joystick. Il croit que c'est un bon jeu d'action, mais pense que les fans de la série attendent un jeu plus arcade. Pour l'autre journaliste, c'est la plus grosse licence et le jeu le plus difficile de l'année. Il donne un avis partagé en évoquant un jeu varié et fourni mais à la difficulté élevée.
Le magazine Commodore Format essaye la version Commodore 64 , dont il juge les niveaux tellement grands que cela rentabilise son achat. Le magazine relève une maniabilité « merveilleuse » et qualifie le jeu de « mélange d'énigmes, de timing précis et maitrise du joystick hors pair ». Le journaliste aurait parfois aimé que les graphismes soient plus détaillés, tant « il est parfois difficile de deviner ce sur quoi le joueur saute ». Le magazine Zzap!64 voit pourtant des graphismes exceptionnels avec un Bart très bien modélisé. Le journaliste perçoit les temps de chargement comme dérangeants, tout comme la nécessité de parfois refaire les mêmes niveaux. Un second journaliste donne un avis mitigé en rappelant la difficulté de jeu très élevée. Il estime le jeu destiné aux meilleurs joueurs sachant utiliser leur joystick, mais souligne que cet aspect dans un jeu aux graphismes, au son et à la présentation de haute qualité pourrait être frustrant.
La version Atari ST est testée par ST Format qui note un son horrible, en dessous de la qualité des jeux Atari ST. Il met en balance des énigmes difficiles, parfois illogiques et la qualité médiocre des graphismes et la petitesse des sprites de ce portage. Atari ST User qualifie les graphismes de cette même version de simplement basiques, mais respectant ceux de la série. Le journaliste considère le titre comme un jeu de plates-formes assez basique, bien que la difficulté soit à un bon niveau, basé sur la franchise Les Simpson ce qui facilite les ventes.
Le magazine Joystick analyse la version Amstrad CPC et s'enthousiasme de cette version en couleur, tant cela faisait longtemps qu'un jeu ne l'avait pas été sur CPC. Le journaliste considère l'intérêt du jeu important grâce à sa difficulté élevée, de grands niveaux et des énigmes à résoudre, puis remarque la bonne taille de la fenêtre d'affichage. Il juge le portage moyen et relève de piètres animations, certains sprites qui clignotent, le son quasi inexistant et l'absence de scrolling. Il conclut en considérant que Bart vs. the Space Mutants est un très bon jeu, si le joueur sait fermer les yeux sur certains aspects négatifs.

## Postérité
The Simpsons: Bart vs. the Space Mutants est classé par le site GamesRadar+ au 6e rang des meilleures adaptations en jeu vidéo des Simpsons. Game Informer place également Bart vs. the Space Mutants parmi sa liste des meilleurs jeux de la série. Toutefois, IGN ne l'inclut pas dans son top 10 des jeux Simpson, même si le jeu est cité par le journaliste.
Depuis le lancement de la série télévisée en 1989, de nombreux jeux ont été adaptés de celle-ci afin de capitaliser sur sa notoriété, plus que toute autre, mis à part Star Wars ou Dragon Ball. Si la série inspire une vague de dessins animés destinés aux adultes, la création d'un film, ou voit certaines de ses répliques récurrentes entrer dans la culture populaire, son influence sur les jeux vidéo est moins importante. Depuis sa création, la série de jeux a été transposée sur la plupart des plates-formes de jeux, de l'arcade aux nombreuses générations de consoles de jeux vidéo. Cependant, la presse spécialisée s'accorde à dire qu'elle peine à faire émerger des jeux exceptionnels, la série étant composée du pire comme du meilleur,, de jeux à la qualité et à l'intérêt disparates.